# Sean Sherk
Sean Keith Sherk (St. Francis, 5 augustus 1973) is een Amerikaans voormalig MMA-vechter. Hij was van oktober 2006 tot december 2007 UFC-wereldkampioen in het lichtgewicht (tot 70 kilo). Eerder dwong Sherk ook een gevecht voor de UFC-titel in het weltergewicht (tot 77 kilo) af.

## Carrière
Sherk begon als kind met worstelen en ging later ook aan onder meer boksen en thaiboksen doen. Hij debuteerde in 1999 in MMA met een overwinning op Roscoe Ostyn (unanieme jurybeslissing). Na zijn tiende zege op rij, debuteerde Sherk in 2001 onder de vlag van de UFC. Hij versloeg die dag ook Tiki Ghosn, die in de tweede ronde opgaf nadat zijn schouder uit de kom schoot. Sherk bouwde zijn ononderbroken reeks overwinningen verder uit in gevechten bij verschillende bonden, tot Kiuma Kunioku hem in zijn zestiende partij op een gelijkspel hield. Na negentien zeges in twintig partijen, mocht hij op 25 april 2003 vechten om de UFC-titel in het weltergewicht tegen regerend kampioen Matt Hughes. Die dag liep hij voor het eerst in zijn carrière tegen een nederlaag aan (unanieme jurybeslissing).
Na zijn eerste verliespartij herpakte Sherk zich door van augustus 2003 tot september 2005 opnieuw een ononderbroken reeks overwinningen op te bouwen in gevechten buiten de UFC. Twaalf deze keer. Hij keerde in 2006 terug bij de UFC. Daaraan bleef hij ditmaal exclusief verbonden tot de laatste partij van zijn carrière, in september 2010. Tijdens Sherks rentree sloeg Georges St-Pierre hem binnen twee rondes knock-out, maar in zijn volgende partij versloeg hij Nick Diaz (unanieme jurybeslissing). Onmiddellijk hierna zakte Sherk af naar de lichtgewichtdivisie. Hierin mocht hij op 14 oktober 2006 direct deelnemen aan het eerste titelgevecht in deze gewichtsklasse sinds B.J. Penn en Caol Uno in februari 2003 gelijk eindigden en er zo allebei niet in slaagden de in maart 2002 vertrokken kampioen Jens Pulver op te volgen.
Sherks nam het in zijn titelgevecht om het lichtgewichtkampioenschap op tegen Kenny Florian. Hij moest die dag voor de tweede keer in zijn carrière vijf ronden van vijf minuten volmaken, maar na afloop wees de jury hem unaniem aan als winnaar. Tijdens zijn eerste titelverdediging negen maanden later versloeg hij Hermes França op dezelfde manier. Na dit gevecht testte Sherk alleen positief op nandrolon. Hij vocht dit tevergeefs aan. De UFC schorste hem en nam hem in december 2007 zijn titel af. Na afloop van zijn schorsing kreeg Sherk in mei 2008 de kans zijn titel te heroveren tegen de inmiddels nieuwe lichtgewichtkampioen B.J. Penn. Die versloeg hem na drie rondes in een technische knock-out.
Nadat zijn poging opnieuw UFC-kampioen te worden mislukte, vocht Sherk nog drie partijen. Die eindigden alle drie in een jurybeslissing. Hij won van Tyson Griffin (unaniem) en Evan Dunham (verdeeld) en verloor tussendoor van Frankie Edgar (unaniem). Zodoende verloor hij in alle vier de nederlagen die hij tijdens zijn carrière leed van een heersend of latere UFC-kampioen. Sherk maakte in september 2013 officieel bekend dat hij stopte met MMA.